# Keleti László (képzőművész)
Keleti László (Magyarzsombor, 1907. július 31. – ?) magyar képzőművész. Keleti Sándor öccse.

## Életútja
A gyulafehérvári Római Katolikus Gimnáziumban Reithofer Jenő volt a rajztanára. Fiatalon Párizsba került, Colarossi tanítványa lett. A kolozsvári vármegyeház dísztermében rendezett tárlatával kapcsolatban így ír a Keleti Újság 1931-ben: "Témakörét tekintve a legtöbb kép tiltakozás a háború borzalmai és a társadalmi igazságtalanságok ellen. Szellemes kép a Béke című akvarell... Szuggesztív a Gáztámadást ábrázoló műve, Krisztusa, a Leszerelés című képe." A Független Újság ez alkalomból "a Käthe Kollwitzok, Groszok, Masereelek tiszteletreméltó nemzetségéből való"-ként üdvözölte. Zsidók útja c. albuma (Kolozsvár, 1936) a németországi zsidóüldözések mementója, egy másik albuma (Kolozsvár, 1945) a fasizmus barbárságát és az ellene vívott küzdelmet mutatja be. Absztrakt munkáit Lyonban díjazták. A szerző kivándorolt Majna-Frankfurtba.